# 龙洞站 (广州地铁)
龍洞站是廣州地鐵六號線的一座中途站，位於中国广东省廣州市天河区天源路，廣東生態工程職業學院附近的地底。2016年12月28日随六号线二期开通而启用。

## 车站結構

### 車站樓層
本站共有兩層。地面為天源路、林業學校、在建的城际铁路龙洞站及附近建築。地下一層為站廳；地下二層為6號線月台。
| 地下一层 | 站廳               | 售票機、客服中心、警务室、安检设施 |  |  |
| 地下二层 | 2 站台             | █6号线 潯峰崗方向（下站：植物园）  |  |  |
|          | 岛式站台（卫生间） |                                    |  |  |
|          | 1 站台             | █6号线 香雪方向（下站：柯木塱）    |  |  |

### 站厅
龙洞站站厅設有售票機、客務中心和商店等设施。

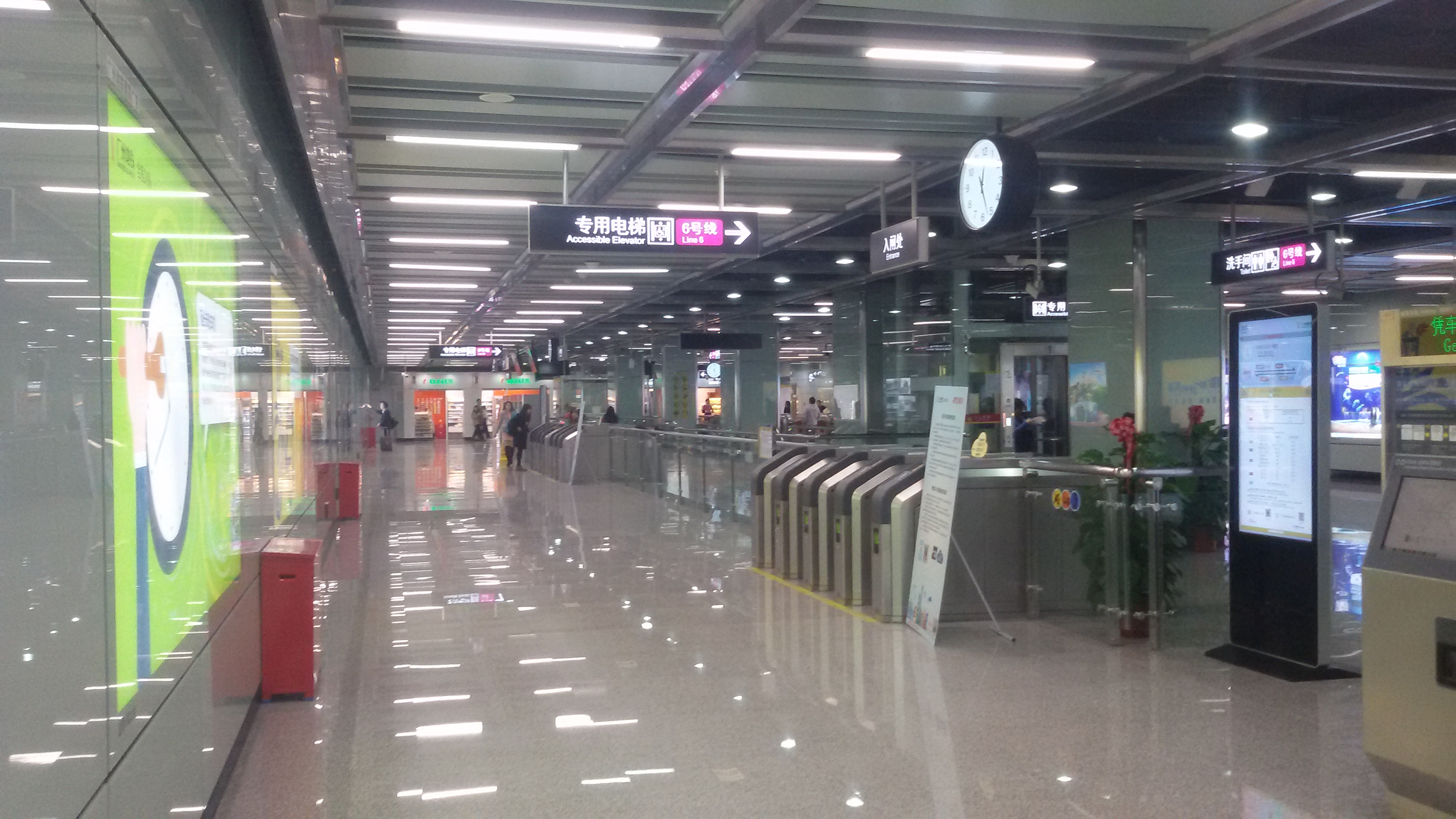
站厅

为方便行人进出，站厅北侧被划分为收费区，收费区内设有三台扶手电梯、两组楼梯和一台专用电梯供乘客来往于站厅及月台层。

### 月台
本站設有一個島式月台，位於天源路的地底。
另外，本站的卫生间设于月台处往香雪方向的一端。

2号月台全景图（摄于2017年9月）

### 出入口
龍洞站现时共设有3个出入口。
|                                           |                                                       |      |          |                                    |
| 編號                                      | 设施                                                  | 照片 | 出口指示 | 建議前往的目的地                   |
| A                                         | 盲道标志 · 无障碍通道标志 · 升降机标志 · 扶手电梯标志 |      | 广汕一路 | 地铁龍洞站（林校）公交车站（东行） |
| B                                         | 无障碍通道标志 · 扶手电梯标志                         |      | 广汕一路 | 广汕一路公交车站（东行）           |
| D                                         | 盲道标志 · 无障碍通道标志 · 扶手电梯标志              |      | 广汕一路 | 地铁龍洞站（林校）公交车站（西行） |
| 註： 設有 \| 設有 \| 設有 \| 設有扶手電梯 |                                                       |      |          |                                    |

## 接驳交通
龙洞站附近设有地铁龙洞站（林校）的巴士站，方便乘客转驳巴士前往龙洞周边及天源路、广汕二路周边等地。
| 普通巴士线路 \| 编号 \| 编号 \| 线路 \| 线路 \| 线路 \| 收费 \| 备注 \| \| ---- \| ----- \| ---------------------- \| ---------------------- \| ------------------------ \| ---------------------- \| ---------------------- \| \| \| 83 \| 白云山制药厂 \| ⇆ \| 广汕路（科景路口） \| 2元 \| \| \| \| 84A \| 动物园 \| ⇆ \| 渔沙坦（渔中路） \| 2元 \| \| \| \| 345 \| 家和天曜 \| ⇆ \| 知识城南（地铁何棠下站） \| 3元 \| 不大于15–30分/班 \| \| \| 345A \| 天河客運站 \| ⇆ \| 永和贤江 \| 3元 \| 不大于15–30分/班 \| \| \| 492 \| 渔沙坦（中山村） \| ↻ \| 渔沙坦（中山村） \| 2元 \| \| \| \| 493 \| 已于2024年10月27日停办 \| 已于2024年10月27日停办 \| 已于2024年10月27日停办 \| 已于2024年10月27日停办 \| 已于2024年10月27日停办 \| \| \| 494 \| 萝岗万达广场 \| ⇆ \| 广汕一路（林机街） \| 2元 \| \| \| \| 494A \| 已于2024年12月1日停办 \| 已于2024年12月1日停办 \| 已于2024年12月1日停办 \| 已于2024年12月1日停办 \| 已于2024年12月1日停办 \| \| \| 497A \| 龙洞（民族文化村） \| ↺ \| 地铁天河智慧城站 \| 2元 \| \| \| \| 564 \| 黄埔古村南广场 \| ⇆ \| 天河客運站 \| 3元 \| \| \| \| 夜71 \| 燕塘企业 \| ⇆ \| 渔沙坦（渔中路） \| 3元 \| \| \| \| 夜100 \| 黄埔古村南广场 \| ⇆ \| 天河客運站 \| 4元 \| 564路附属线路 \| |       |                        |                        |                          |                        |                        |
| 编号 | 编号  | 线路                   | 线路                   | 线路                     | 收费                   | 备注                   |
| | 83    | 白云山制药厂           | ⇆                      | 广汕路（科景路口）       | 2元                    |                        |
| | 84A   | 动物园                 | ⇆                      | 渔沙坦（渔中路）         | 2元                    |                        |
| | 345   | 家和天曜               | ⇆                      | 知识城南（地铁何棠下站） | 3元                    | 不大于15–30分/班       |
| | 345A  | 天河客運站             | ⇆                      | 永和贤江                 | 3元                    | 不大于15–30分/班       |
| | 492   | 渔沙坦（中山村）       | ↻                      | 渔沙坦（中山村）         | 2元                    |                        |
| | 493   | 已于2024年10月27日停办 | 已于2024年10月27日停办 | 已于2024年10月27日停办   | 已于2024年10月27日停办 | 已于2024年10月27日停办 |
| | 494   | 萝岗万达广场           | ⇆                      | 广汕一路（林机街）       | 2元                    |                        |
| | 494A  | 已于2024年12月1日停办  | 已于2024年12月1日停办  | 已于2024年12月1日停办    | 已于2024年12月1日停办  | 已于2024年12月1日停办  |
| | 497A  | 龙洞（民族文化村）     | ↺                      | 地铁天河智慧城站         | 2元                    |                        |
| | 564   | 黄埔古村南广场         | ⇆                      | 天河客運站               | 3元                    |                        |
| | 夜71  | 燕塘企业               | ⇆                      | 渔沙坦（渔中路）         | 3元                    |                        |
| | 夜100 | 黄埔古村南广场         | ⇆                      | 天河客運站               | 4元                    | 564路附属线路          |

## 利用状况
龙洞站周边有多个工业区，因此在工作日上下班高峰时段会有许多乘客在此站进出。另外，车站附近有多所职业学校，同时龙洞周边多所学校在会有大量学生利用巴士等交通工具以接驳至本站乘坐地铁，因此在周日和周五的上下学时段，本站会涌现大量学生。
本站离传统意义上的龙洞街道较远。植物园站启用之后，植物园站由于车站位置更靠近龙洞街道，因此分流了本站前往龙洞街道的客流。

## 历史
本站最早出現在1997年的《廣州市城市快速軌道交通線網規劃研究（最終報告）》中，為當時7號線的中途站，但位置位於現時西邊。2003年，該線路成為現時的6號線。隨後6號線分為兩期建設，本站亦被拆分為植物園和龍洞兩站，兩者一同被撥入二期路段之中。2011年6月17日，6號線二期工程正式開工建造。2014年9月13日，本站主體結構封頂。
2016年12月28日，本站随6号线二期开通而启用。
2022年年末疫情期间，本站曾受防控措施影响，于11月26日至11月30日下午暂停服务。

## 未来发展
建设中的城际铁路广佛环线将设有龙洞站，届时可与地铁龙洞站进行接驳。